# 蒙彼利埃第三大学
蒙彼利埃第三大学（法語：Université Paul-Valéry-Montpellier），又称蒙彼利埃保罗—瓦莱里大学，是位于法国蒙彼利埃的一所公立综合性大学，创建于于1970年，其前身位1289年建立的蒙彼利埃大学。
其主校区位于蒙彼利埃北部，在贝济耶亦有一个分校。

## 历史
蒙彼利埃大学是欧洲最古老的大学之一，于1289年10月26日由罗马教宗尼古拉四世建立，是法国继巴黎大学和图卢兹大学之后创建的第三所大学。1970年蒙彼利埃大学分别独立成为蒙彼利埃一大、二大和三大。
2002年其设立在尼姆的大学教育研究从中独立，并于2007年成为尼姆大学。
2015年蒙彼利埃一大和二大合并成为新的蒙彼利埃大学，蒙彼利埃三大则改名为蒙彼利埃保罗-瓦莱里大学。

## 博物馆

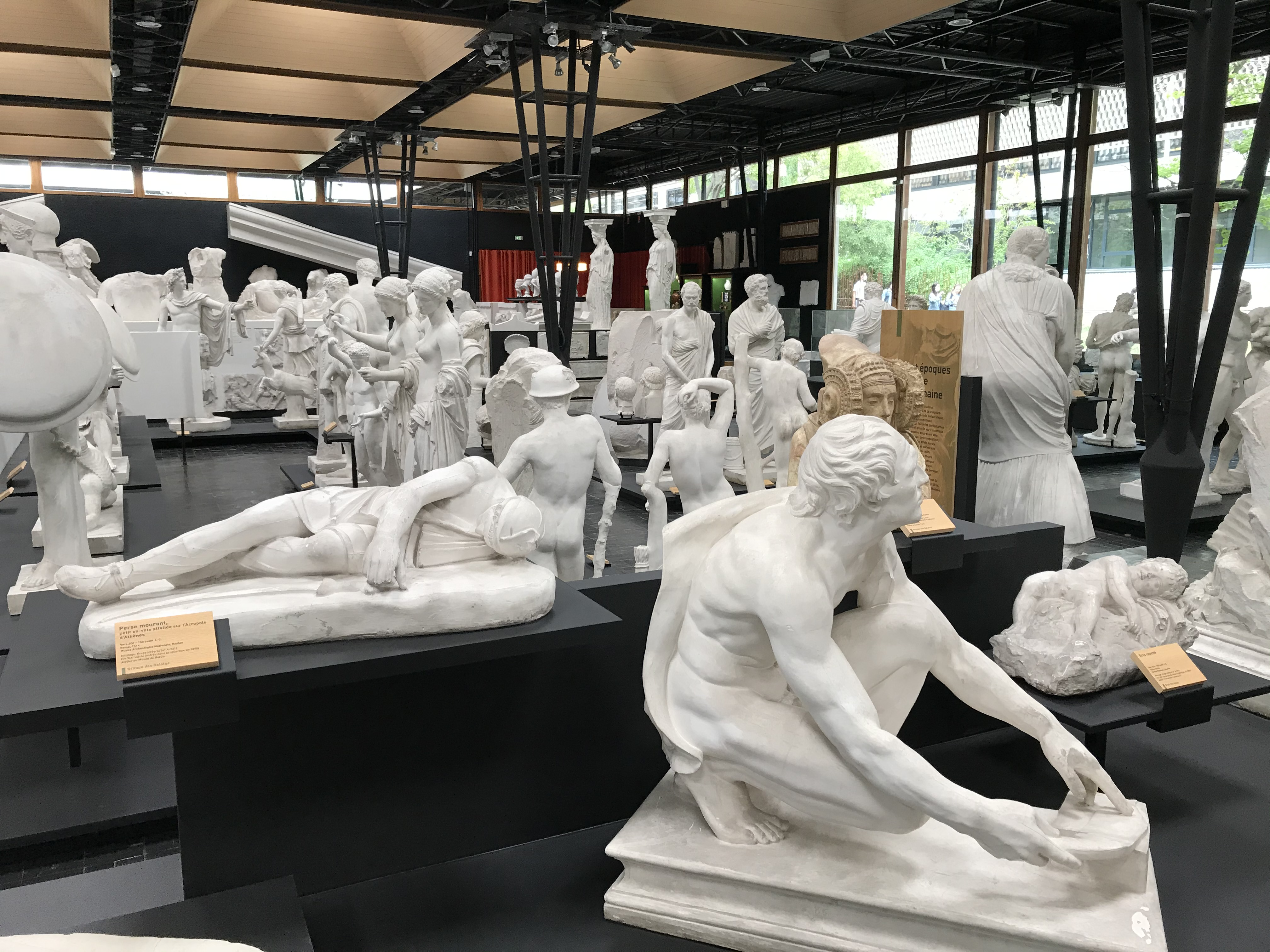

蒙彼利埃三大有一个模具博物馆，于1890年5月23日，即学校六百年庆典之日落成。它最初位于蒙彼利埃大学的法律和文学学院共用的建筑中，即蒙彼利埃学院现址，后搬迁至蒙彼利埃大学当时的的保罗-瓦莱里校区。
1904年，文学院收购了查尔斯·狄德罗的藏品。查尔斯·狄德罗在从西班牙和意大利旅行回到法国后，希望能够研究基督教雕塑从4世纪到12世纪的演变过程，最后决定从加泰罗尼亚到奥弗涅，从普罗旺斯到里昂中将他认为最为杰出的雕塑制作成模型。1900年他去世后，在校友会的资助下，他的继承人将藏品转让给了文学院，条件是文学院要接收全部藏品并以“狄德罗藏品 ”为名进行展览。

## 院系设置
- 文学艺术哲学心理分析学院
- 外国语言文化学院
- 人文环境学院
- 经济法律管理学院
- 社会科学学院
- 教育数学学院
- 传播学院
- 对外法语学院